# Epirhyssa anamikae
Epirhyssa anamikae är en stekelart som först beskrevs av Jonathan 1974.  Epirhyssa anamikae ingår i släktet Epirhyssa och familjen brokparasitsteklar. Inga underarter finns listade i Catalogue of Life.